# Afro-costarriquenhos
Afro-costarriquenhos refere-se a costarriquenhos de ancestralidade africana.
Costa Rica tem quatro pequenos grupos minoritários: mulatos, pretos, ameríndios e asiáticos. Cerca de 8% da população é de ascendência africana, negros ou mulatos (mistura de europeus e preto) que são chamados Afro-caribenhos. A maioria deles falam inglês, descendentes de negros do século XIX, trabalhadores imigrantes jamaicanos.

## História
Os primeiros negros que chegaram a Costa Rica vieram com os conquistadores espanhóis. O comércio de escravos era comum em todos os países conquistados pela  Espanha, e na Costa Rica, os primeiros negros parecem ter vindo de fontes específicas das regiões da África-Equatorial e Ocidental. As pessoas dessas áreas foram consideradas como escravos ideais porque eles tinham uma reputação de ser mais robusto, afável e trabalhador do que outros africanos.
Durante o século XVII, a elite da cidade, então capital do Cartago investiu em fazendas de cacau na Matina, na região do Atlântico.
Os escravos negros trabalhavam e viviam nestas fazendas, isolados do resto do país, os proprietários só iam para supervisionar as culturas, uma vez por ano. No entanto, no século seguinte, ocorreu uma diminuição gradual das diferenças abismais entre negros e seus proprietários brancos. Os brancos tomaram as mulheres negras como suas concubinas, e libertaram as crianças que nasceram desta união. A mesma coisa começou a acontecer com os "zambos" ou os produtos da união entre índios e negros.

## Origens
Na Costa Rica os primeiros negros parecem ter vindo de fontes específicas em regiões da África Equatorial e Ocidental. As pessoas dessas áreas foram considerados escravos ideais, porque eles tinham a reputação de ser mais robusto, afável e trabalhador que outros africanos. Muitos, eram escravos de Minas (ou seja, escravos de partes da região que se estende desde Costa do Marfim à Costa dos Escravos), ijés / Ararás (que vivem na região Togo-Benim), iorubás, popos (tribos, como a Ana e Baribas), Guineense, Angolano e Congas (talvez do Kongasso, Costa do Marfim). Os escravos também vieram de outros lugares, como o Panamá. No entanto, a mais importante comunidade negra é a caribenha, que hoje constitui a maioria da população preta costarriquenha. Costa Rica tem a maior diáspora Jamaicana depois de Cuba e Panamá e seu desenvolvimento como nação é testemunha de sua contribuição.
Na segunda metade do século XIX o café tornou-se o principal produto de exportação da Costa Rica. As culturas foram transportadas da costa do Pacífico, por um terreno da selva inacessível da Costa Atlântica. Para ser levado para a Europa, teve que voltar à América do Sul, o que aumentou o custo e a competitividade removida. Para remediar esta situação, em 1871, começou a construção de uma ferrovia e um porto na costa do Atlântico. Devido à escassez de mão de obra local, foram importados italianos, chineses, e pretos do Caribe e América Central. Isso coincidiu com uma crise de emprego na Jamaica que causou um êxodo para países vizinhos.
Muitos jamaicanos tinham a intenção de voltar para casa, mas a maioria permaneceu na província de Limón, na Costa Atlântica. Quando a construção da estrada de ferro foi concluída em 1890, foi para a indústria de banana, cuja produção cresceu ao seu pico em 1907.
Geralmente, esses trabalhadores viviam nas plantações e tinha pouco conhecimento da Costa Rica fora de seu ambiente imediato. O contato era mínimo, porque as plantações de banana da Costa Rica estavam em mãos estrangeiras. Eles não falavam espanhol e vivam com seus costumes jamaicanos. Eles tinham suas próprias escolas e professores trazidos da Jamaica. Bretões ainda são considerados e tratados como tal pelo governo da Costa Rica.

## Demografia
Três por cento da população da Costa Rica é de ascendência negra africana (chamado afro-costa-riquenhos) e são descendentes de negros imigrantes trabalhadores jamaicanos, de língua inglesa do século XIX. Os números de população indígena é cerca de 1%, 41.338 pessoas. Na província de Guanacaste, uma parcela significativa da população descende de uma mistura local de ameríndios, africanos e espanhóis. A maioria dos afro-costarriquenhos são encontrados em província de Limón.